# Quaqua ramosa
Quaqua ramosa är en oleanderväxtart som först beskrevs av Francis Masson, och fick sitt nu gällande namn av P.V. Bruyns. Quaqua ramosa ingår i släktet Quaqua och familjen oleanderväxter. Inga underarter finns listade i Catalogue of Life.